# Colchicum sanguicolle
Colchicum sanguicolle là một loài thực vật có hoa trong họ Colchicaceae. Loài này được K.Perss. miêu tả khoa học đầu tiên năm 1999.